# Sérgio Aparecido Colombo
Sérgio Aparecido Colombo (ur. 9 sierpnia 1954 w Cajobi) – brazylijski duchowny rzymskokatolicki, od 2009 biskup Bragança Paulista.

## Życiorys
Święcenia kapłańskie przyjął 6 sierpnia 1980 i został inkardynowany do diecezji Limeira. Pełnił przede wszystkim funkcje proboszcza w kilku parafiach diecezji. Był ponadto m.in. wikariuszem biskupim dla kilku regionów, a także diecezjalnym koordynatorem duszpasterstwa i ceremoniarzem.

### Episkopat
10 października 2001 papież Jan Paweł II mianował go biskupem pomocniczym diecezji São Carlos oraz biskupem tytularnym Pudentiany. Sakry biskupiej udzielił mu 6 stycznia 2002 bp Ercílio Turco.
3 grudnia 2003 został prekonizowany biskupem Paranavaí. Rządy w diecezji objął 1 lutego 2004.
16 września 2009 Benedykt XVI przeniósł go na stolicę biskupią Bragança Paulista.